# Quanta Cura (Benedikt XIV.)

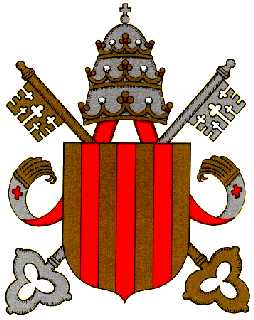
Wappen Papst Benedikts XIV.

Quanta Cura ist eine Enzyklika von Papst Benedikt XIV., die im Jahr 1741 veröffentlicht wurde.
In der Enzyklika behandelt Papst Benedikt XIV. die Gebühren für eine Totenmesse. Sie wendet sich gegen die Praxis mancher Priester, nach einem hohen lokalen Gebührensatz für eine (Toten-)Messe zu kassieren und dann den Gottesdienst in einer Kirche mit geringeren Gebühren abzuhalten. Der Hintergrund ist, dass der Priester die im Voraus gezahlten Gebühren treuhänderisch verwaltete und so die Differenz als Gewinn behielt. Die Tatsache, dass zu diesem Trick eigens eine Enzyklika verfasst wurde, weist darauf hin, dass er weit verbreitet war.
In einem zweiten Abschnitt bestärkt Papst Benedikt XIV. die Verfügung seiner Vorgänger, dass Priester sich nicht gegenseitig unterbieten sollen. 
Diese Enzyklika ist ein Beispiel für den Einsatz als Verwaltungsinstrument. Sie entspricht in etwa einer Verordnung einer weltlichen Behörde.